# Sabrina Zollinger
Sabrina Zollinger (* 27. März 1993 in Zürich) ist eine ehemalige Schweizer Eishockeyspielerin, die über viele Jahre für die ZSC Lions Frauen in der Women’s League sowie für HV71 in der Svenska damhockeyligan (SDHL) aktiv war. Zu den grössten Erfolgen ihrer Karriere gehören der Gewinn der Bronzemedaille bei den Weltmeisterschaften 2012 sowie mehrere Schweizer Meistertitel mit den ZSC Lions.

## Karriere
Sabrina Zollinger begann ihre Karriere im Nachwuchsbereich des EHC Dübendorf, für dessen männliche Juniorenteams sie bis 2009 aktiv war. Anschliessend spielte sie für die männlichen Nachwuchsmannschaften des EHC Winterthur, bis hin zu den Top-Novizen (U17). Ab 2007 spielte sie parallel für die ZSC Lions Frauen in der Swiss Women’s Hockey League A und gewann mit diesen 2012, 2013, 2016 und 2017 die Schweizer Meisterschaft. 
Im Juni 2017 entschloss sie sich zu einem Wechsel nach Schweden in die Svenska damhockeyligan zum HV71, für den sie bis 2020 aktiv war.

### International
Zollinger debütierte im Alter von 16 Jahren für die U18-Juniorinnen-Auswahl. Mit der Mannschaft nahm sie an der U18-Frauen-Weltmeisterschaft 2009 teil und stieg in die Division I ab. Wenige Wochen später debütierte sie für die Frauen-Nationalmannschaft bei der Weltmeisterschaft 2009. In der folgenden Saison nahm sie mit der Nationalmannschaft an den Olympischen Winterspielen 2010 in Vancouver teil und schaffte mit dem U18-Nationalteam den Wiederaufstieg aus der Division I in die Top-Division.
Im Folgejahr bestritt Zollinger sowohl die U18-Frauen-Weltmeisterschaft 2011, als auch die Weltmeisterschaft. Bei der Weltmeisterschaft 2012 gewann sie die Bronzemedaille mit der Landesauswahl.
Weitere Teilnahmen bei Weltmeisterschaften hatte Zollinger in den Jahren 2013, 2015, 2016 und 2017. Acht Jahre nach ihren ersten Winterspielen folgte bei den Olympischen Winterspielen 2018 in Pyeongchang nach erfolgreicher Qualifikation ihre zweite Olympiateilnahme.
Insgesamt absolvierte Zollinger 155 Länderspiele für die Schweiz.

## Erfolge und Auszeichnungen
- 2010 Aufstieg in die Top-Division bei der U18-Frauen-Weltmeisterschaft der Division I
- 2012 Schweizer Meister mit den ZSC Lions Frauen
- 2012 Bronzemedaille bei der Weltmeisterschaft
- 2013 Schweizer Meister mit den ZSC Lions Frauen
- 2016 Schweizer Meister mit den ZSC Lions Frauen
- 2017 Schweizer Meister mit den ZSC Lions Frauen

## Karrierestatistik
(Legende zur Spielerstatistik: Sp oder GP = absolvierte Spiele; T oder G = erzielte Tore; V oder A = erzielte Assists; Pkt oder Pts = erzielte Scorerpunkte; SM oder PIM = erhaltene Strafminuten; +/− = Plus/Minus-Bilanz; PP = erzielte Überzahltore; SH = erzielte Unterzahltore; GW = erzielte Siegtore; 1 Play-downs/Relegation; Kursiv: Statistik nicht vollständig)